# Vanessa (gênero)
Vanessa é um gênero de borboletas da tribo Nymphalini. Tem uma distribuição quase global e inclui espécies conspícua (por exemplo, Vanessa atalanta, Vanessa indica, Vanessa gonerilla, Vanessa tameamea e Vanessa cardui do grupo Cynthia (anteriormente um subgênero): Vanessa cardui, Vanessa virginiensis, Vanessa kershawi, etc. Recentemente, vários membros tradicionalmente considerados no gênero Antanartia foram determinados como pertencentes ao gênero Vanessa.
O nome do gênero pode ter sido tirado da personagem Vanessa no poema de Jonathan Swift "Cadenus and Vanessa", que é a fonte do nome da mulher Vanessa. No poema Vanessa é chamada de "ninfa" onze vezes, e o gênero está intimamente relacionado ao gênero Nymphalis anteriormente nomeado. Embora o nome tenha sido sugerido como uma variante de "Phanessa", do nome de uma divindade grega antiga, isso é improvável. O nome da divindade na verdade não é "Phanessa", mas Phanes. Johan Christian Fabricius, o entomologista que deu nome a esse gênero, normalmente usava as formas originais dos nomes das divindades clássicas quando criava novos nomes científicos.
Espécies norte-americanas do gênero hibernam quando adultas.

## Espécies
As 22 espécies são:
- Vanessa abyssinica ( C. & R. Felder, 1867)
- Vanessa altissima ( Rosenberg & Talbot, 1914)
- Vanessa Annabella (Campo, 1971)
- Vanessa atalanta ( Linnaeus, 1758)
- Vanessa braziliensis (Moore, 1883)
- Vanessa buana ( Fruhstorfer, 1898)
- Vanessa cardui (Linnaeus, 1758)
- Vanessa carye ( Hübner, [1812])
- Vanessa dejeanii Godart, 1824
- Vanessa dilecta Hanafusa, 1992
- Vanessa dimorphica (Howarth, 1966)
- Vanessa gonerilla ( Fabricius, 1775)
- Vanessa hippomene (Hübner, 1823)
- Vanessa indica (Herbst, 1794)
- Vanessa itea (Fabricius, 1775)
- Vanessa kershawi (McCoy, 1868)
- Vanessa myrinna (Doubleday, 1849)
- Vanessa samani (Hagen, 1895)
- Vanessa tameamea (Eschscholtz, 1821)
- Vanessa terpsichore Philipi, 1859
- Vanessa virginiensis (Drury, [1773])
- Vanessa vulcania (Godart, 1819)

Comparação entre as espécies
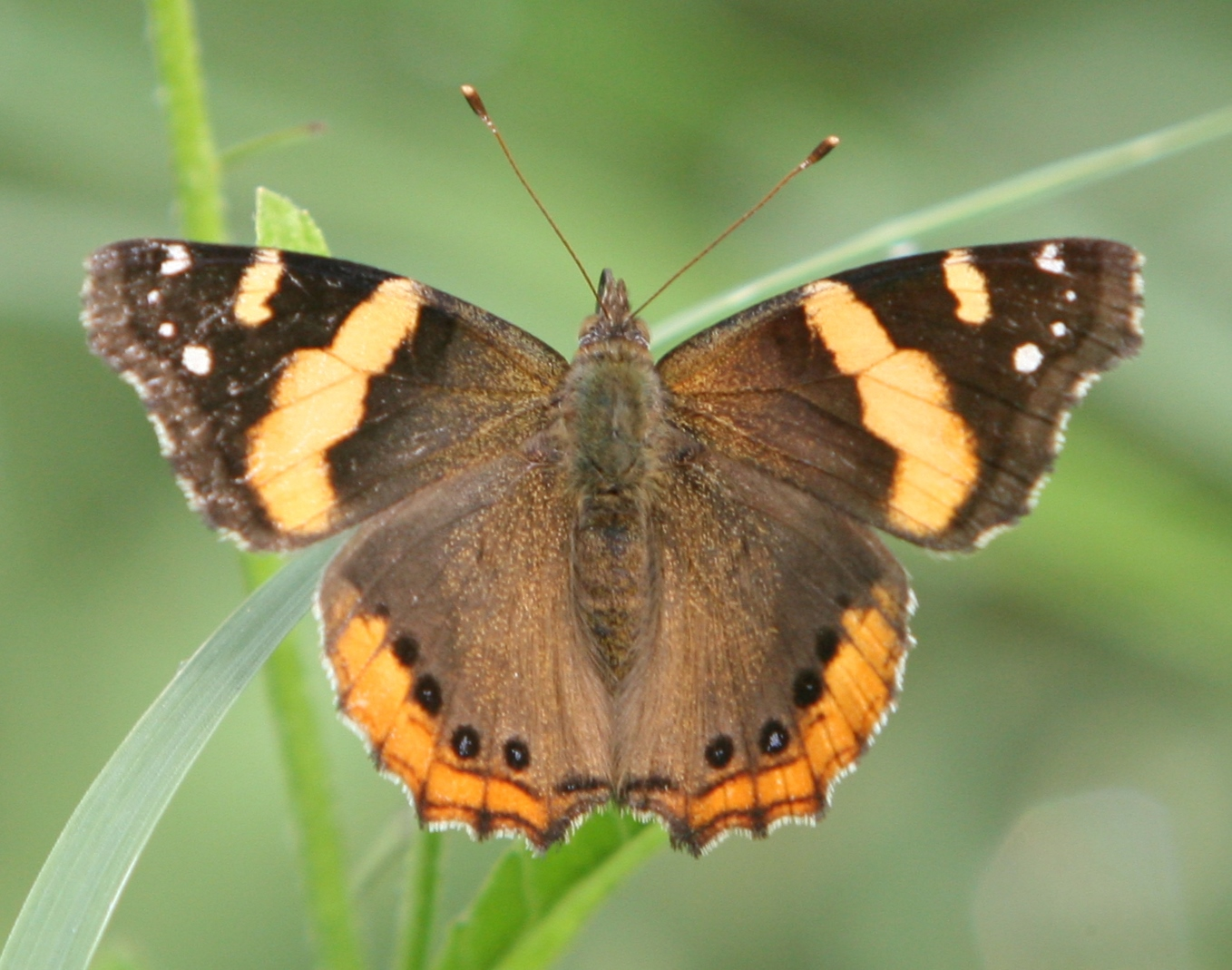
Vanessa abyssinica
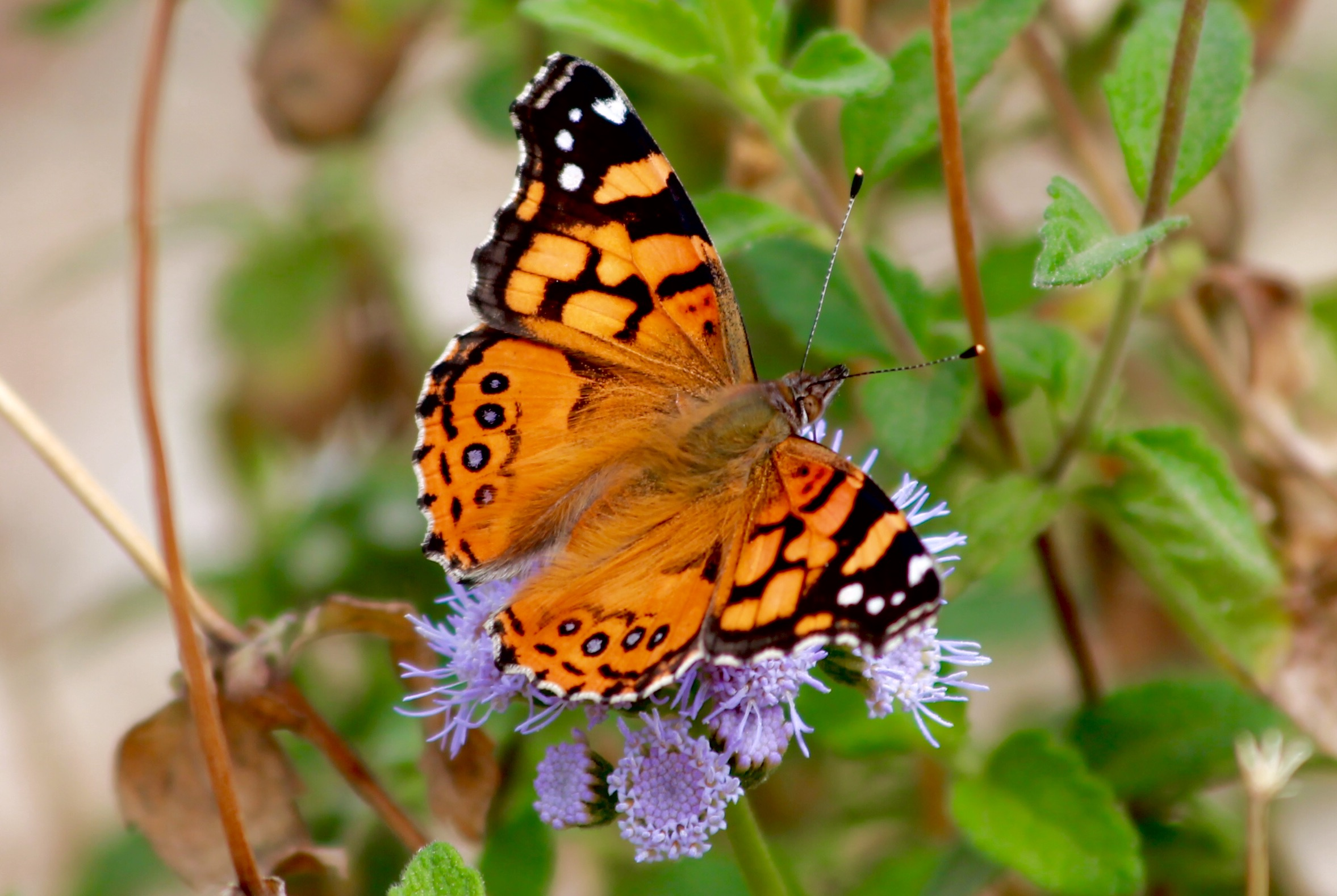
Vanessa annabella
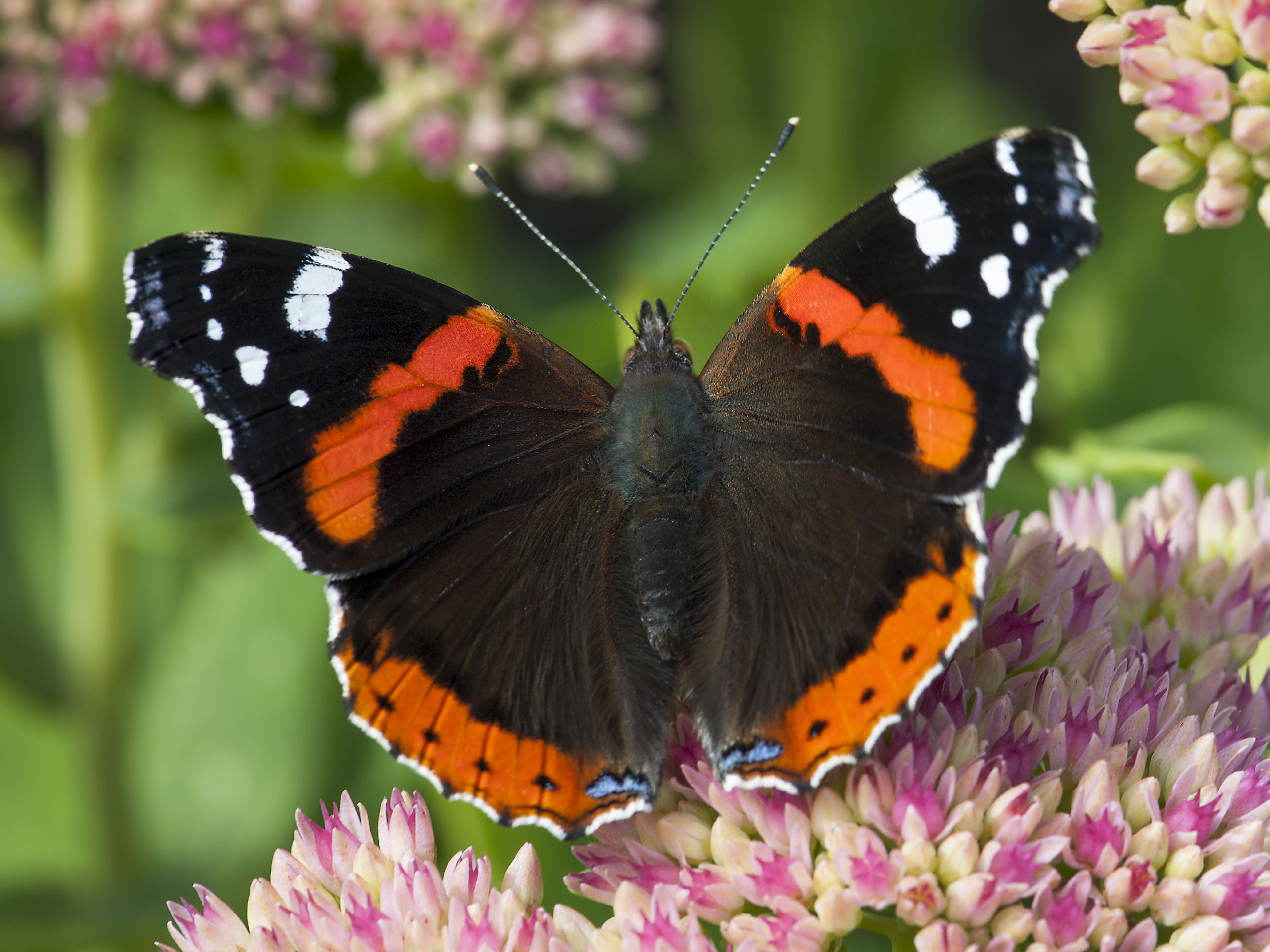
Vanessa atalanta
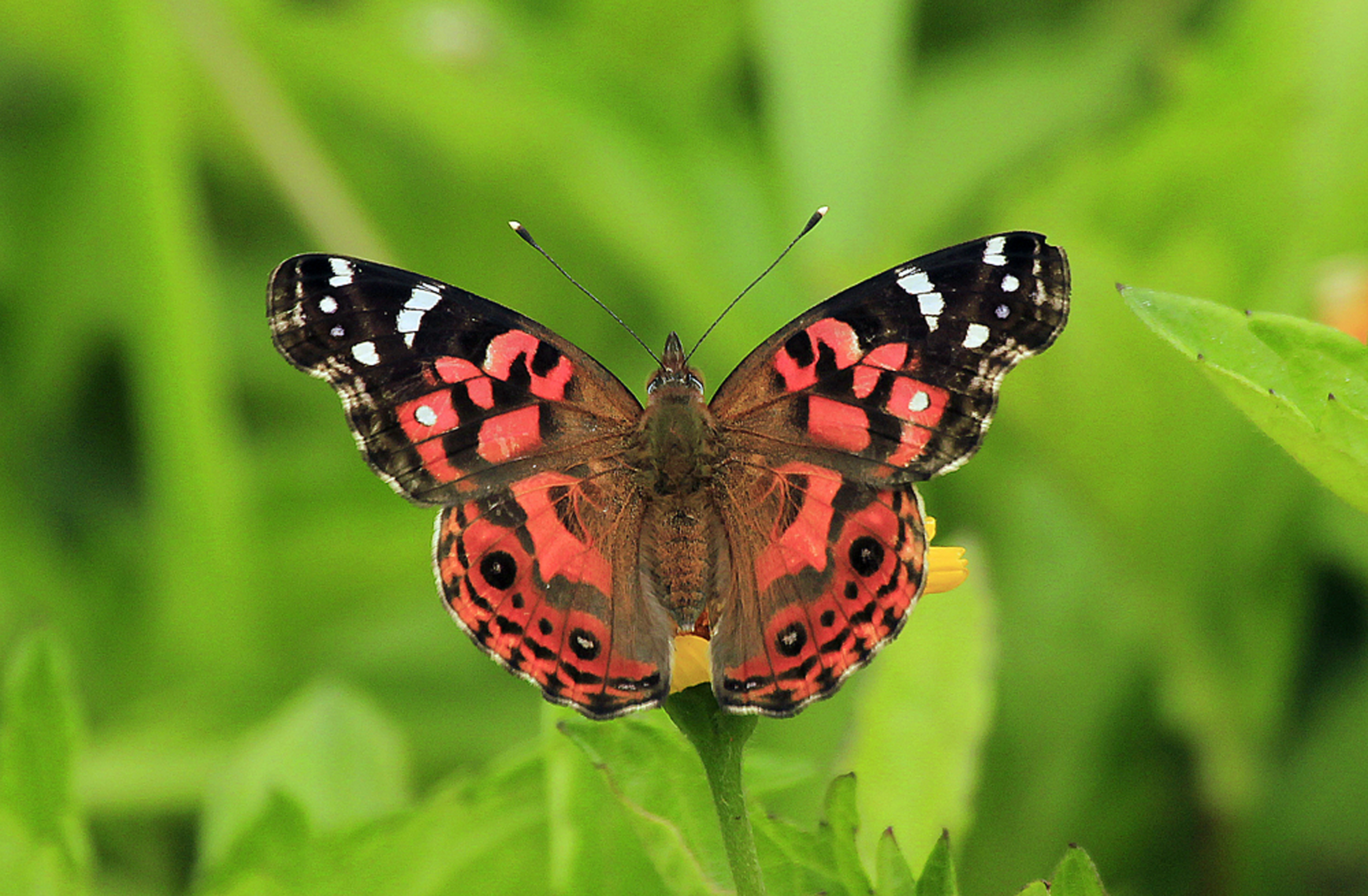
Vanessa braziliensis
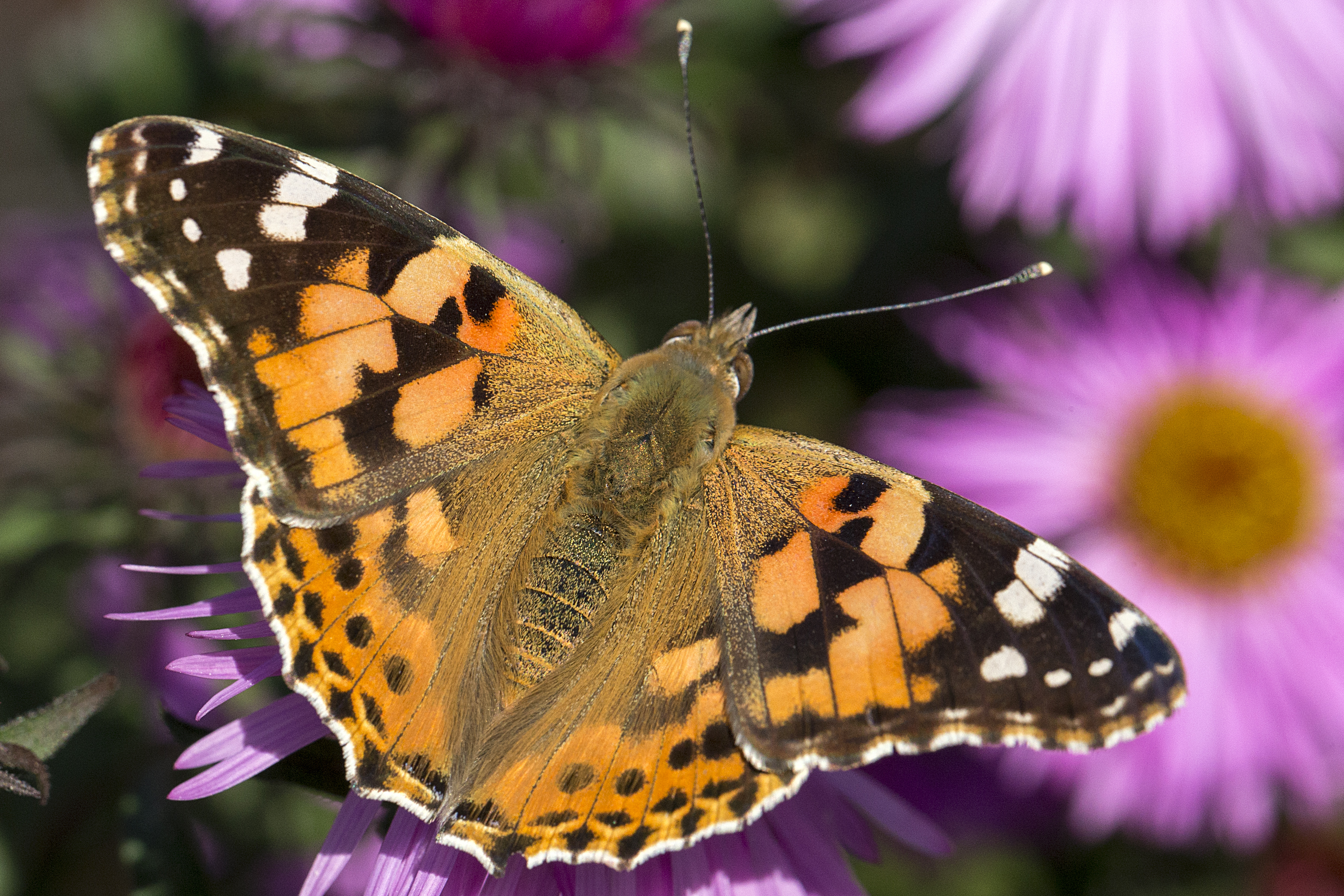
Vanessa cardui
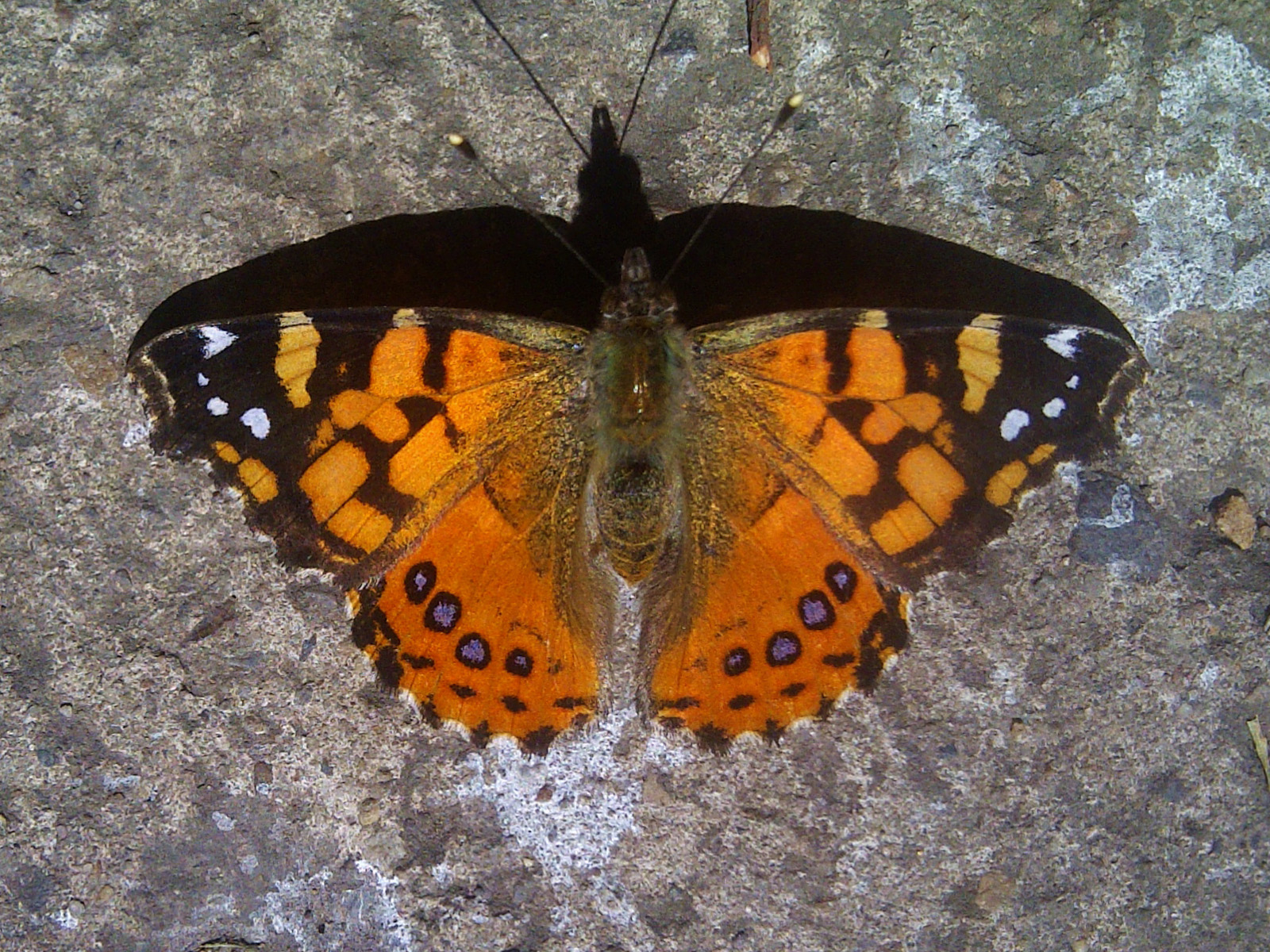
Vanessa carye
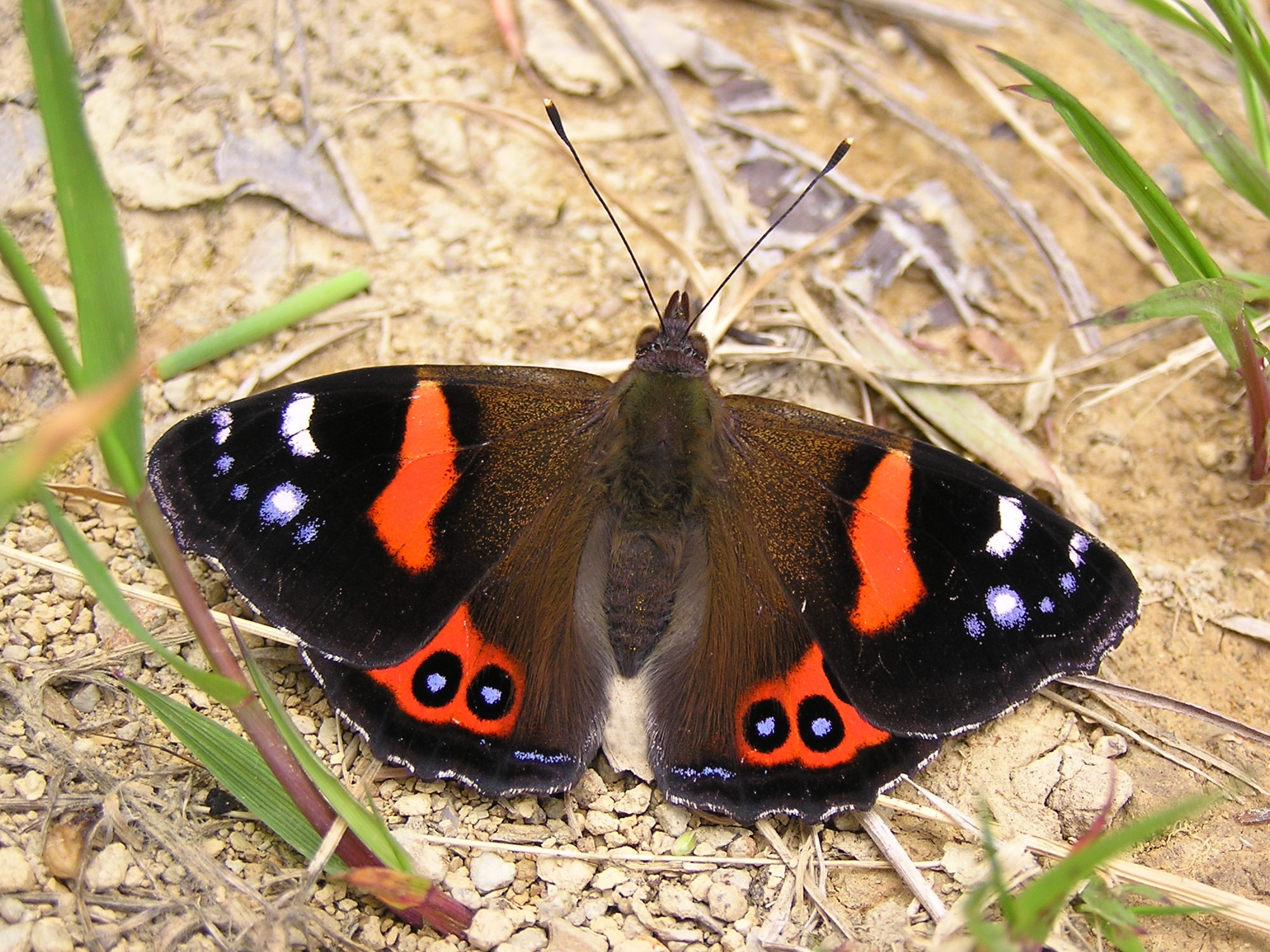
Vanessa gonerilla
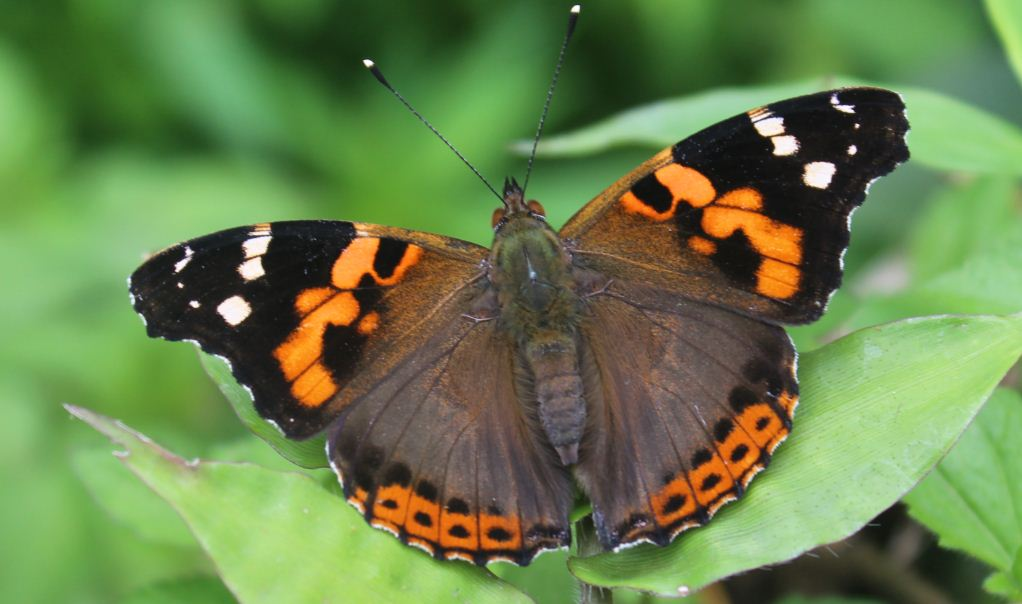
Vanessa indica
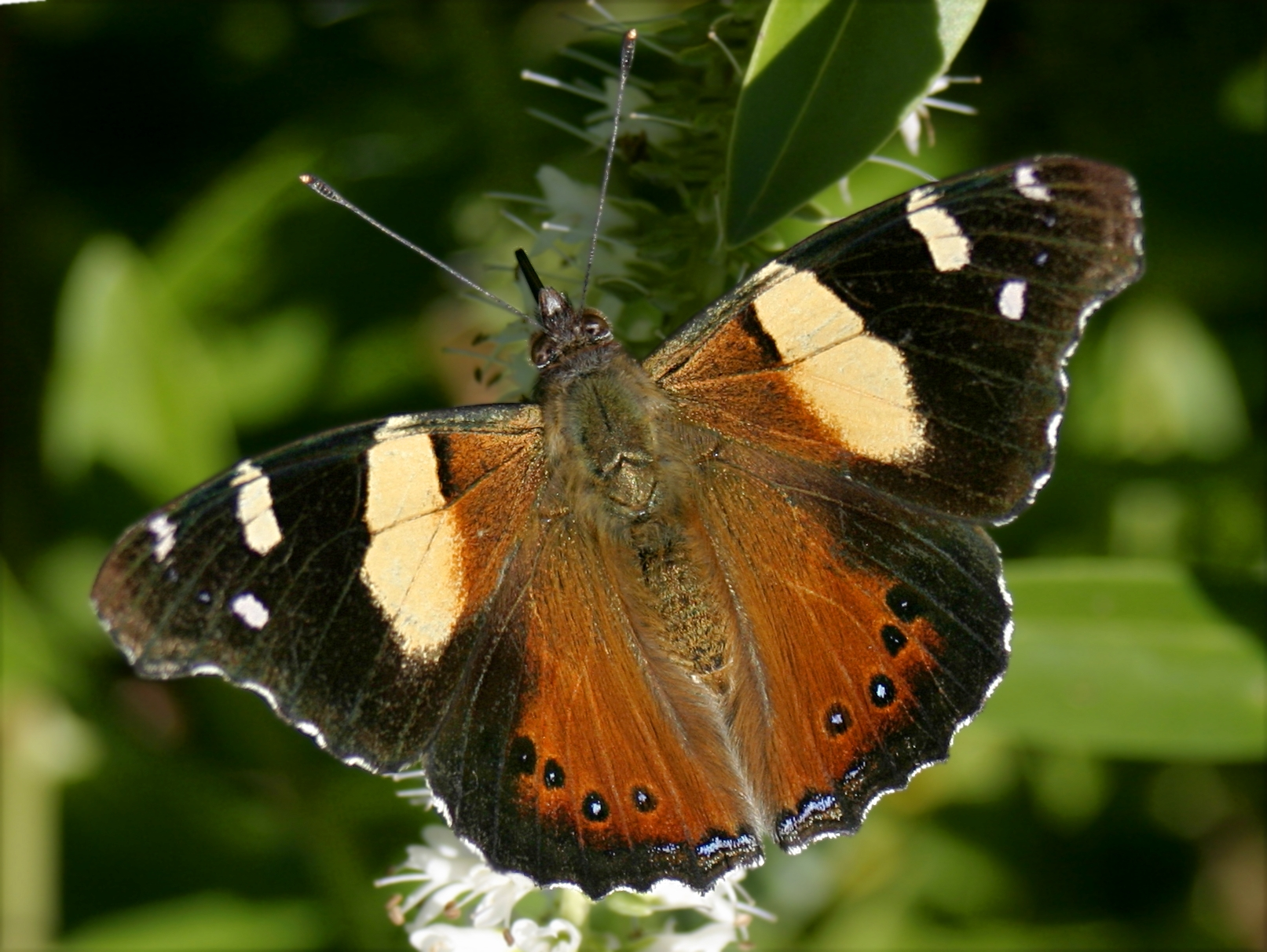
Vanessa itea
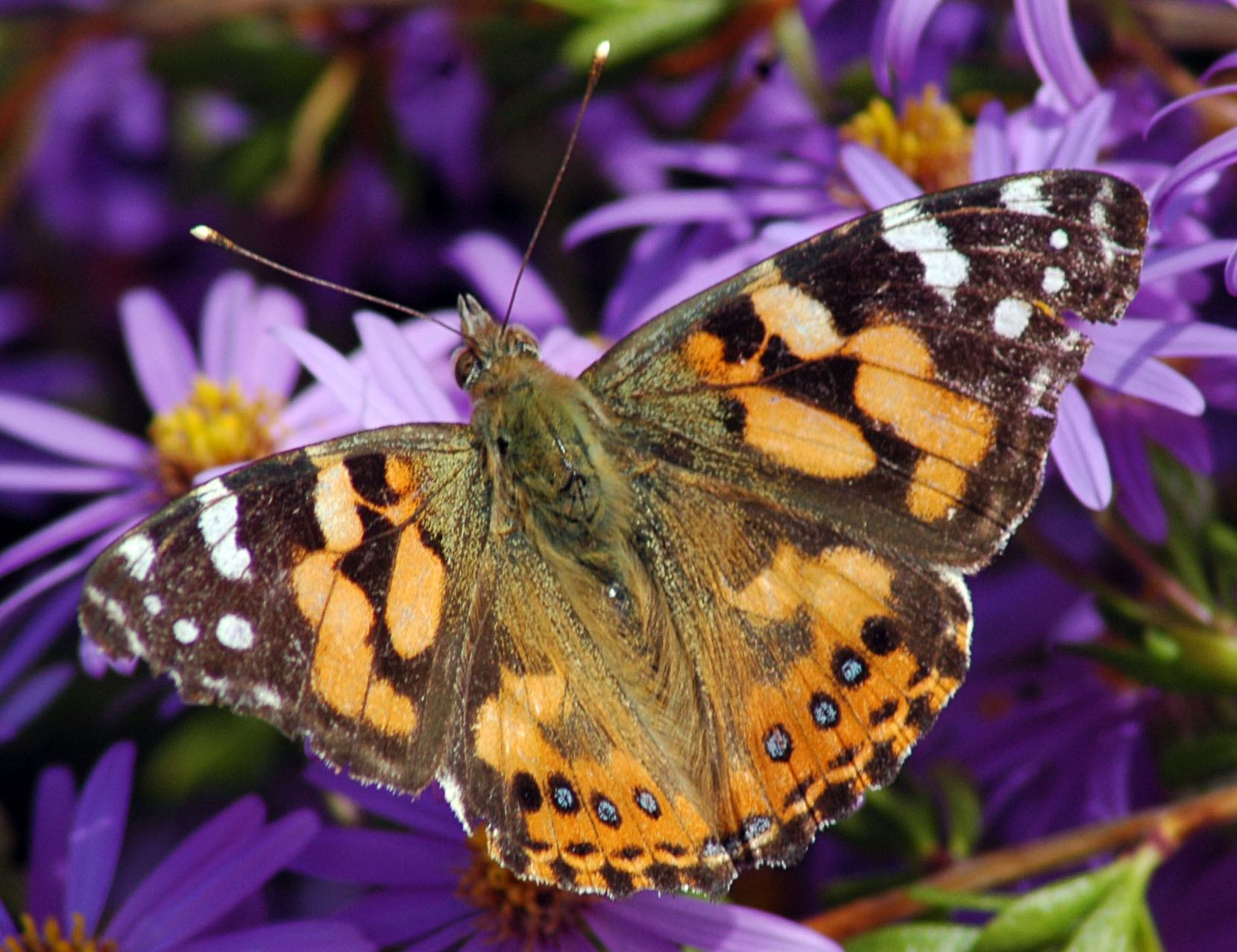
Vanessa kershawi
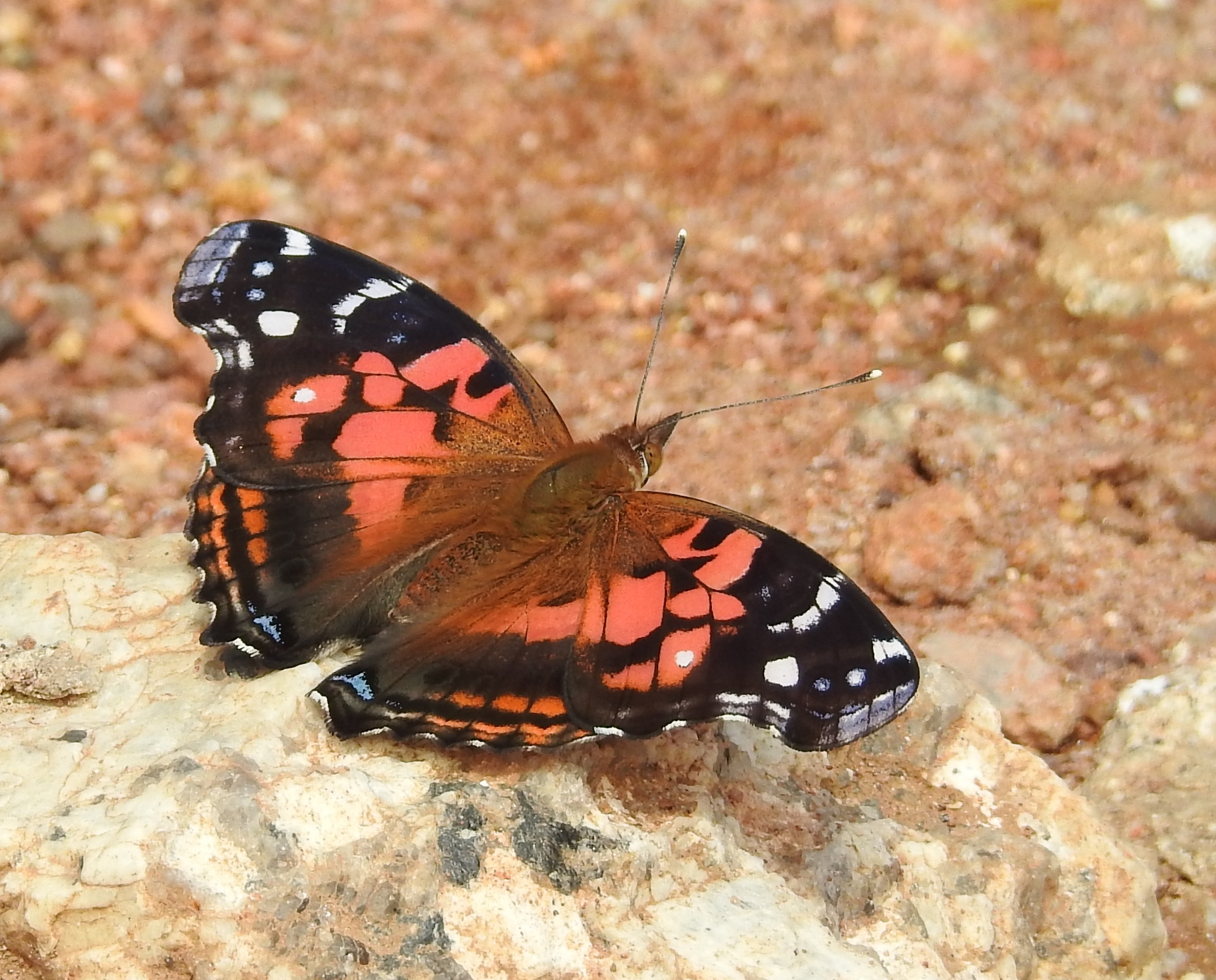
Vanessa myrinna
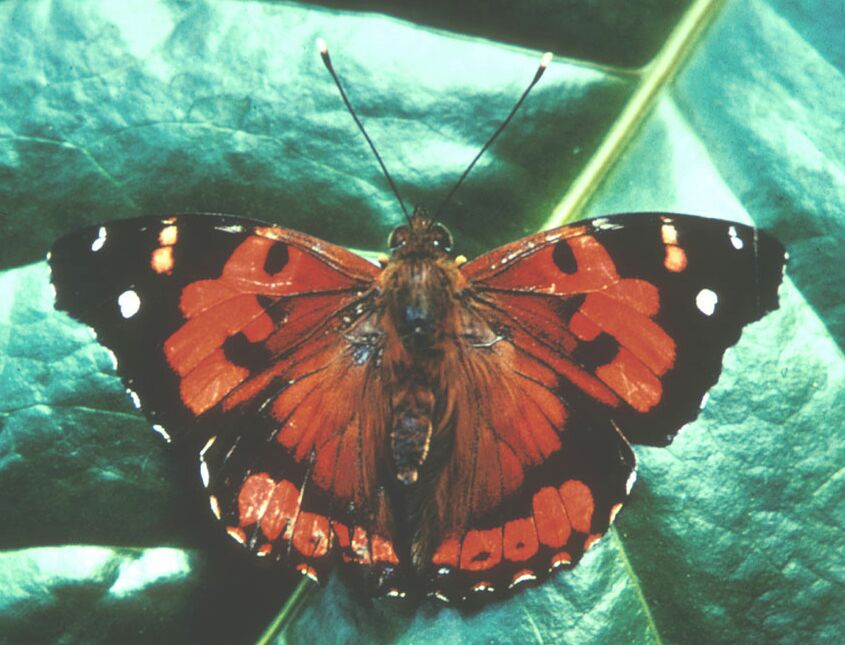
Vanessa tameamea
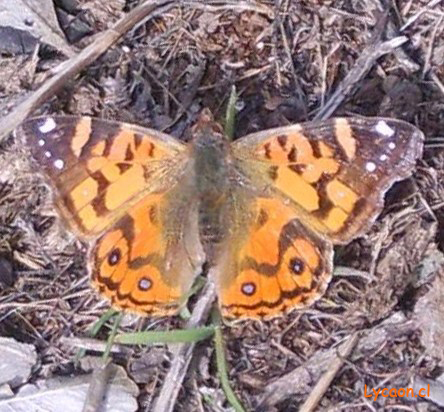
Vanessa terpsichore
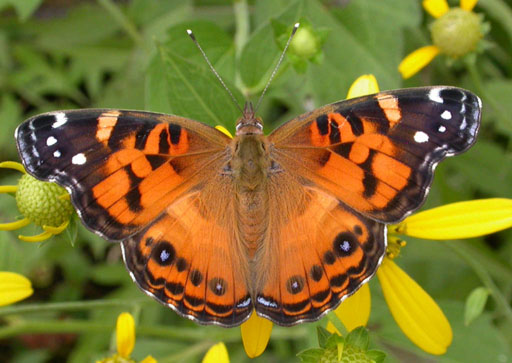
Vanessa virginiensis
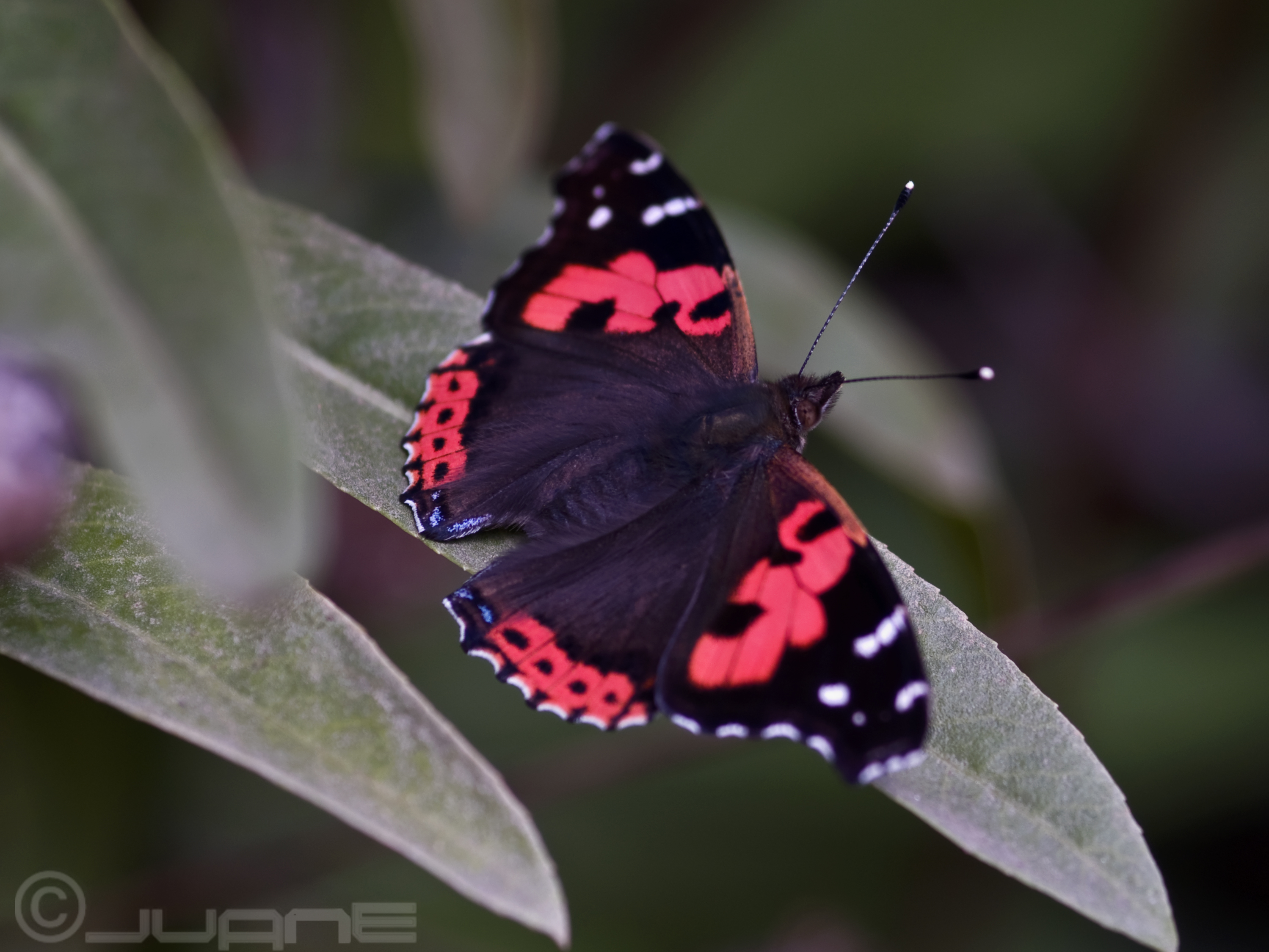
Vanessa vulcania

### Espécies fósseis
Uma espécie fóssil, V. amerindica, é conhecida a partir de um espécime encontrado no Florissant Lagerstatte de idade chadroniana, do final do Eoceno Colorado, e coexistiu com vários outros táxons de borboletas extintos.